# Імоц
Імоц, Імос (баск. Imotz (офіційна назва), ісп. Imoz) — муніципалітет в Іспанії, у складі автономної спільноти Наварра. Населення — 446 осіб (2009).
Муніципалітет розташований на відстані близько 330 км на північний схід від Мадрида, 20 км на північний захід від Памплони.
На території муніципалітету розташовані такі населені пункти: (дані про населення за 2009 рік)
- Ечалеку: 120 осіб
- Ерасо: 44 особи
- Гольдарац: 41 особа
- Латаса: 82 особи
- Мускіц: 31 особа
- Оскоц: 75 осіб
- Урріца: 40 осіб
- Сарранц: 13 осіб

## Демографія
Динаміка населення (INE ):

## Галерея зображень

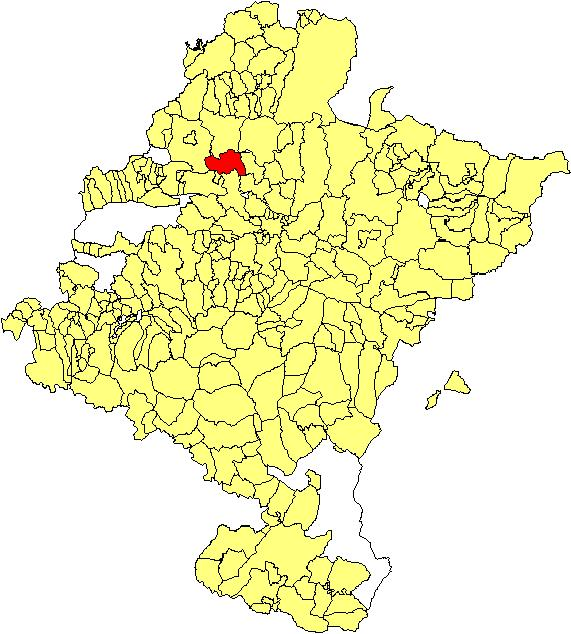
Розташування муніципалітету